# Prophets of Rage
Prophets of Rage (Profetas de la ira o Profetas de la rabia) fue un supergrupo estadounidense. Formado en 2016, el grupo se compone del bajista y vocalista Tim Commerford, el guitarrista Tom Morello, y el baterista Brad Wilk de la banda Rage Against the Machine, junto a Chuck D y DJ Lord, integrantes de Public Enemy, además de B-Real, líder de Cypress Hill.

## Historia
El nombre del grupo deriva del título de la canción de Public Enemy "Profetas de la rabia" de su álbum de 1988 It Takes a Nation of Millions to Hold Us Back.
En mayo de 2016 dieron su primer concierto en Los Ángeles, y en julio del mismo año lanzaron el primer sencillo: una versión de “Prophets of Rage” al que siguió el en vivo de “No Sleep Til Cleveland”, mezcla del tema de Beastie Boys “No Sleep Till Brooklyn” y “Fight The Power” más “Power To The People” de Public Enemy.
El 20 de enero de 2017 realizaron "Anti Inaugural Ball - Teragram Ballroom" en Los Ángeles, California. En este show contó con la participación de diversos artistas, entre ellos el actor Jack Black y el cantante Chris Cornell con quien por unos minutos reeditaron a Audioslave, también Prophets of Rage tocaron otros éxitos de Cypress Hill, Public Enemy y Rage Against the Machine.
En el primer semestre de 2017 salen de gira por Sudamérica y Europa. El 5 de junio del mismo año en el festival Rock Am Ring Prophets of Rage rinde tributo al fallecido Chris Cornell interpretando "Like a Stone" junto al vocalista Serj Tankian de System Of A Down.
La banda fue anunciada como el acto de apertura en la gira de verano "End of the World 2018" de Avenged Sevenfold en los Estados Unidos.

## Miembros
- B-Real – voz
- Chuck D – voz
- Tom Morello – guitarra
- Tim Commerford – bajo, coros
- DJ Lord – turntablism, coros
- Brad Wilk – batería, percusión

## Discografía

### Álbum de estudio
- Prophets of Rage (2017, Fantasy Records)

### Sencillos
| Año  | Título              | Posición en los Conteos | Posición en los Conteos | Posición en los Conteos | Posición en los Conteos | Álbum                 |
| Año  | Título              | US Mainstream Rock      | US Alternative Songs    | US Rock                 | US Airplay              | Álbum                 |
| 2016 | "Prophets of Rage"  | #4                      | #35                     | #30                     | #21                     | The Party's Over (EP) |
| 2017 | "Unfuck the World"  | -                       | -                       | -                       | -                       | Prophets of Rage      |
| 2017 | "Living on the 110" | #16                     | -                       | #50                     | #41                     | Prophets of Rage      |
| 2017 | "Radical Eyes"      | -                       | -                       | -                       | -                       | Prophets of Rage      |